# Apolo Liceu
Apolo Liceu (em grego, Λύκειος Απόλλωνou) ou  Lício é uma das manifestações do deus grego Apolo. 
"Liceu/Lício" é um epíteto de origem obscura e tradução incerta, possivelmente significando "luminoso", em seu papel de deus solar, ou "matador de lobos", uma alusão ao deus como protetor dos rebanhos. Em algumas lendas Apolo era chamado de "deus-lobo" ou "licigeno" (nascido de uma loba). Antigas tradições atenienses associavam o Apolo Liceu à passagem da adolescência para a vida adulta, à obtenção da qualificação para a cidadania, à arte militar e a exercícios de cavalaria e infantaria, e em uma inscrição Apolo na qualidade de deus-lobo é invocado como um protetor feroz contra os exércitos inimigos. Com os epítetos Licigeno ou Líceu Apolo recebeu culto em várias cidades.
Segundo Pausânias os atenienses foram os que primeiro atribuíram a Apolo tal qualificativo, mas esse testemunho não é corroborado em outras fontes. É certo, contudo, que em Atenas o culto de Apolo Liceu era muito antigo, e devia datar da pré-história da cidade. A associação de deuses solares com os lobos era comum em muitas culturas pré-históricas. Plutarco disse que o Liceu de Atenas, um bosque sagrado dedicado a Apolo Liceu, já existia na cidade no tempo do mítico Teseu, e a partir de inscrições infere-se que existisse um lugar sagrado pelo menos desde o século VI a.C., mas não foi encontrada nenhuma evidência arqueológica de que tivesse sido erguido um verdadeiro templo. Na literatura a primeira referência conhecida ao Liceu está em uma peça de Aristófanes, datada de 421 a.C., época em que o antigo santuário já havia sido dotado com um ginásio e uma área para exercícios militares. Mais tarde Aristóteles fundou na área uma escola de filosofia. O culto a Apolo Liceu sobreviveu ali até a época da romanização da Grécia.
A representação mais afamada de Apolo Liceu foi uma estátua em bronze criada, segundo a maioria dos estudiosos, pelo escultor Praxíteles, mas também tem sido atribuída a Eufranor ou a algum mestre helenístico desconhecido. A atribuição a Praxíteles deriva das proporções alongadas, da atitude relaxada e sinuosa do corpo, e da musculatura pouco desenvolvida, traços presentes na maioria das cópias, que lembram o Hermes com o infante Dionísio e são típicos do estilo de Praxíteles e sua escola. Em várias cópias seu aspecto é um tanto andrógino.
A estátua original se perdeu e não sobreviveu nenhuma descrição muito precisa sobre ela. O que se sabe vem de uma breve passagem no diálogo Anacharsis de Luciano de Samósata, onde o escritor não cita a autoria da obra e diz que o Apolo estava instalado no ginásio, se apoiava em uma coluneta, trazia seu arco na mão esquerda e o braço direito repousava sobre sua cabeça. A obra foi altamente admirada e deu origem a uma família tipológica com diversas variantes. Foram realizadas muitas cópias e variações helenísticas e romanas do protótipo, das quais sobrevivem cerca de trinta em tamanho natural ou acima do natural, e mais cerca de setenta em pequena escala. Sua imagem também apareceu em selos, moedas, vasos, relevos e outros meios.
A característica distintiva da família tipológica do Apolo Liceu é o braço sobre a cabeça, uma atitude que tem sido tradicionalmente associada à inspiração musical ou profética, ambos atributos do deus, mas Luciano associou a posição ao repouso após um exercício extenuante. Nas cópias e derivações outros elementos da composição podem variar significativamente. Geralmente Apolo está de pé, mas pode ser representado sentado, pode se apoiar em um tronco de árvore, um plinto ou uma trípode, portar um arco de flechas ou uma cítara, e ter junto de si algum de seus animais simbólicos, como a serpente ou o grifo. A postura típica do Apolo Liceu se tornou um modelo tão apreciado na Antiguidade que foi emprestado para representações de amazonas e dos deuses Hércules e Dionísio. Não se conhece precedentes exatos para essa postura, mas um braço elevado com a mão tocando a cabeça, ou ambos os braços protegendo a cabeça, já eram encontrados em vasos e na estatuária arcaica significando perigo ou a morte. Durante o período helenístico foi um dos modelos básicos mais populares para representações do repouso, da lassidão, do sono ou da embriaguez.